# Kai Meyer

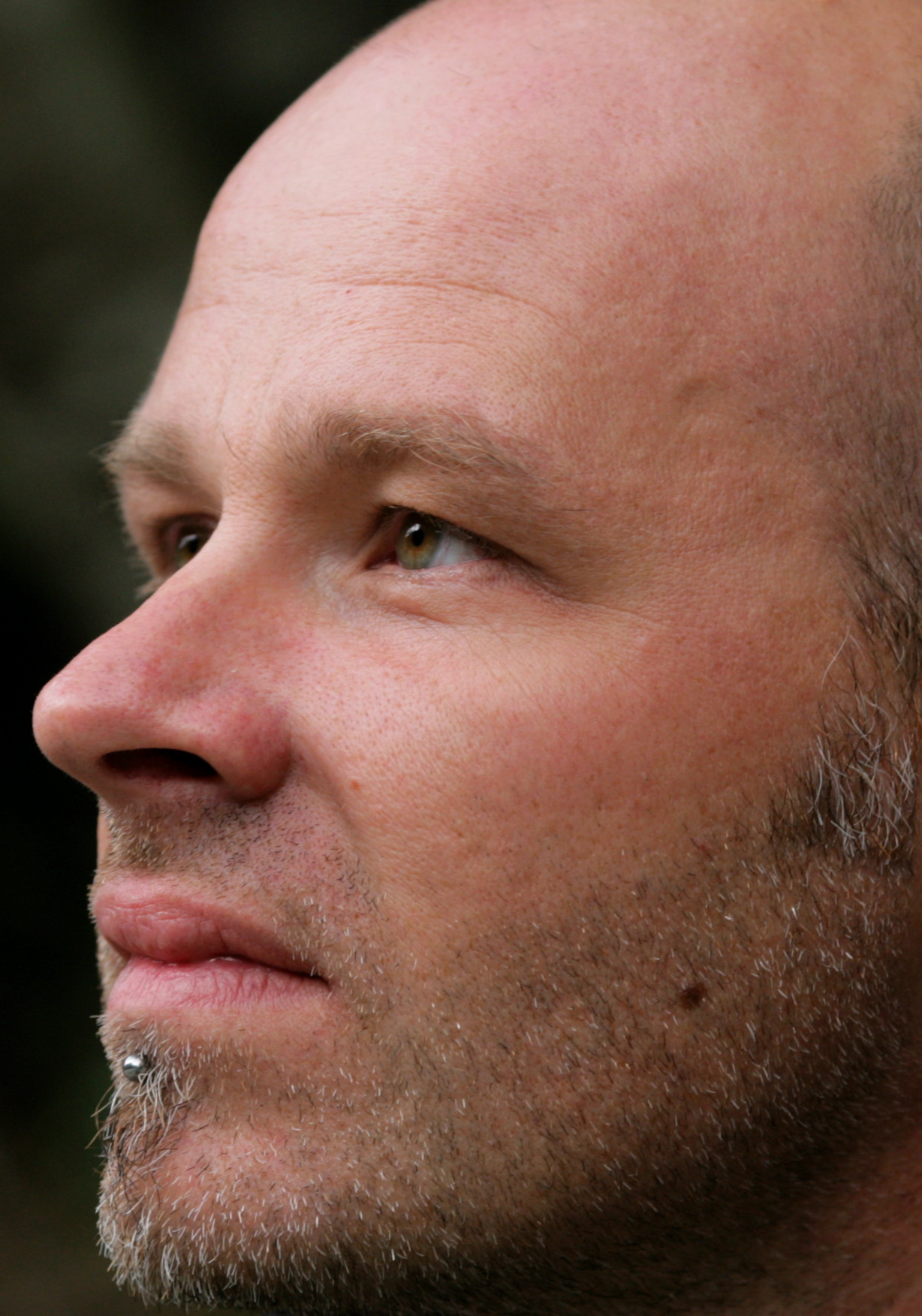
Kai Meyer (2006)

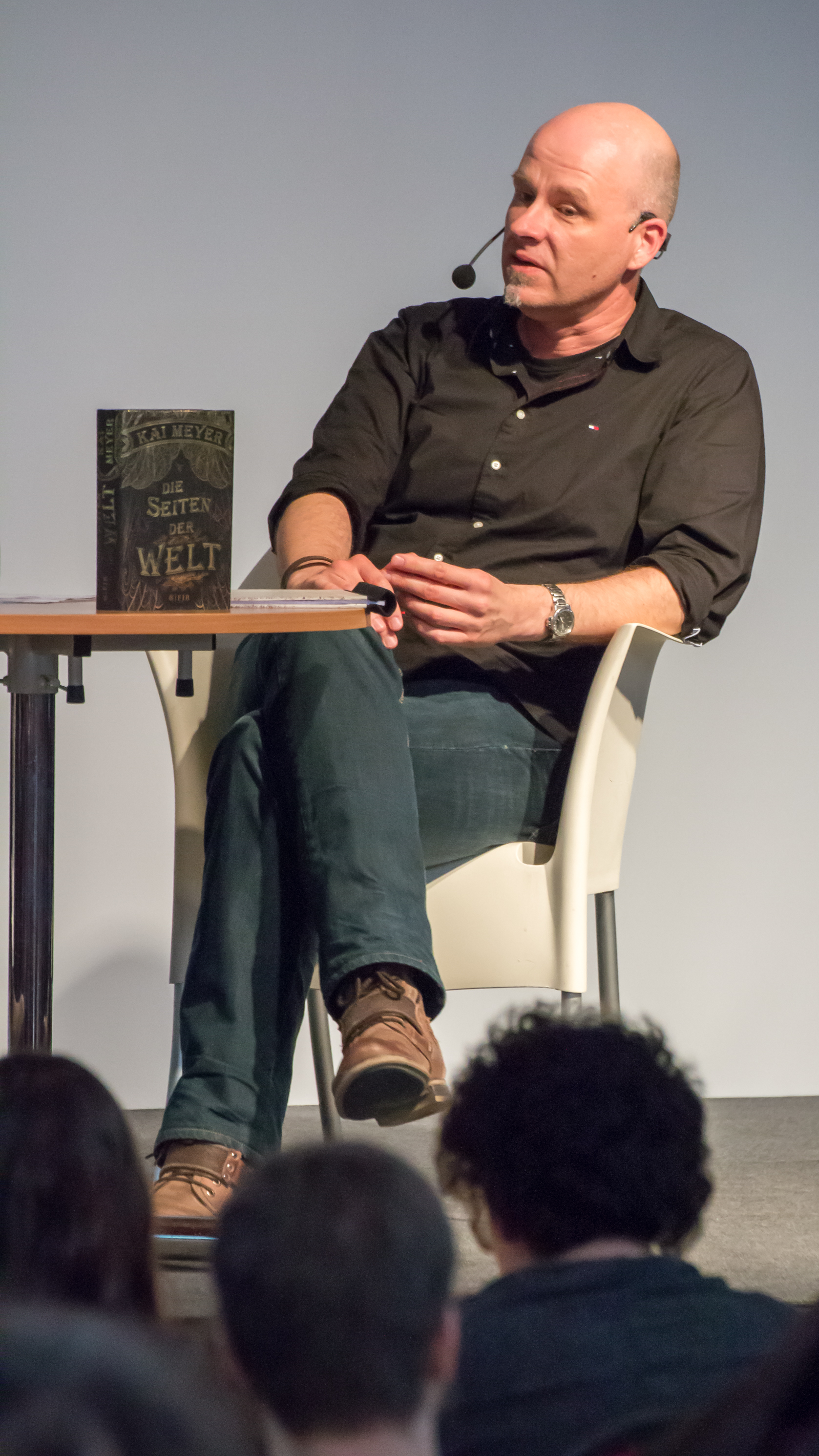
Kai Meyer bei einer Lesung seines Buches Die Seiten der Welt auf der Frankfurter Buchmesse 2014

Kai Meyer, Pseudonyme Alexander Nix und Isa Grimm, (* 23. Juli 1969 in Lübeck) ist ein deutscher Schriftsteller, Journalist und Drehbuchautor. Er ist ein Vertreter der deutschen Phantastik.

## Biographie
Kai Meyer wurde 1969 in Lübeck geboren und wuchs im Rheinland auf. Nach dem Abitur 1988 am Franken-Gymnasium in Zülpich studierte er einige Semester Film, Theater und Philosophie und volontierte anschließend bei einer Tageszeitung.
Nach einigen Jahren als Journalist – unter anderem bei der Kölner Boulevardzeitung Express und als Filmkritiker des HOWL-Magazins – arbeitet Meyer seit 1995 als freier Schriftsteller. Er veröffentlichte sein erstes Buch bereits im Alter von 24 Jahren. Seither hat er über 50 Romane für Erwachsene und Jugendliche geschrieben, daneben Comics, Drehbücher und Hörspiele. Vier seiner Romane wurden ursprünglich unter dem Pseudonym „Alexander Nix“ veröffentlicht, liegen allerdings mittlerweile unter seinem richtigen Namen vor. Nach Konzepten von Kai Meyer ist von dem Amerikaner James A. Owen eine Reihe mit dem Titel Kai Meyers Mythenwelt geschrieben worden.
Zu Meyers erfolgreichsten Werken gehört die Trilogie um Merle und die Fließende Königin, mit deren erstem Band er 2003 für den Deutschen Bücherpreis nominiert wurde. Zudem bekam er für Frostfeuer 2005 die CORINE in der Kategorie „Bestes Kinder- und Jugendbuch“. 2012 wurde der Neuauflage von Das zweite Gesicht der Vincent Preis für den besten Horrorroman verliehen. Asche & Phönix wurde 2013 mit dem Phantastik-Literaturpreis Seraph als „Bestes Buch“ ausgezeichnet, 2015 folgte die Auszeichnung für Die Seiten der Welt. Zwei Jahre später gewann er mit dem Roman Die Seiten der Welt – Blutbuch den Deutschen Phantastik Preis.
Der Regisseur Dominik Graf verfilmte 2007 Meyers Roman Das Gelübde – beruhend auf dem Leben des Schriftstellers Clemens Brentano. Eine Theaterversion wurde im Sommer 2013 in Koblenz uraufgeführt.
Die weltweite Auflage seiner Romane beträgt mehrere Millionen Exemplare. Meyers Werke wurden in über 30 Sprachen übersetzt.
Im Jahr 2015 gründete er mit weiteren Autorinnen und Autoren das Phantastik-Autoren-Netzwerk (PAN).
Kai Meyer lebt in Erftstadt.

## Werke

### Reihen

#### Brüder Grimm
1. Die Geisterseher. Rütten & Loening 1995
2. Die Winterprinzessin. Rütten & Loening 1997

#### Doktor Faustus
1. Doktor Faustus. Heyne 1999 (Sammelband von Der Engelspakt & Der Traumvater)
  - Der Engelspakt. ATB 1996
  - Der Traumvater. ATB 1996

1. Die Engelskrieger. Heyne 2000
2. Faustus. Lübbe 2007 (Sammelband der gesamten Trilogie)

#### Nibelungengold
- Nibelungengold Heyne 2001 (Gesamtausgabe)
  1. Der Rabengott. Econ 1997
  2. Das Drachenlied. Econ 1997 (als Alexander Nix)
  3. Der Zwergenkrieg. Econ 1997 (als Alexander Nix)
  4. Die Hexenkönigin. Econ 1997 (als Alexander Nix)

#### Die Alchimistin
1. Die Alchimistin. Heyne 1998 (2011 vollständig überarbeitet)
2. Die Unsterbliche. Heyne 2001 (2011 vollständig überarbeitet)
3. Die Gebannte. Heyne 2012

Meyer bezeichnet die Alchimistin-Reihe als eine Familiensaga der Phantastik, von der er hofft, in der Zukunft weitere Bände zu schreiben.

#### Merle oder Die Trilogie um Merle und die Fließende Königin
1. Merle – Die Fließende Königin, Loewe 2001
2. Merle – Das Steinerne Licht, Loewe 2002
3. Merle – Das Gläserne Wort, Loewe 2002
4. Serafin – Das Kalte Feuer, Sauerländer 2019

#### Die Wellenläufer
1. Die Wellenläufer Loewe 2003
2. Die Muschelmagier. Loewe 2004
3. Die Wasserweber. Loewe 2004

#### Das Wolkenvolk
1. Seide und Schwert. Loewe 2006
2. Lanze und Licht. Loewe 2007
3. Drache und Diamant. Loewe 2007

#### Die Sturmkönige
1. Dschinnland. Lübbe 2008
2. Wunschkrieg. Lübbe 2009
3. Glutsand. Lübbe 2009

#### Arkadien
1. Arkadien erwacht. Carlsen 2009
2. Arkadien brennt. Carlsen 2010
3. Arkadien fällt. Carlsen 2011

Anders als die vorangegangenen Serien war die Arkadien-Reihe nicht als Trilogie geplant. Trotzdem besteht sie vorerst aus drei Bänden mit der Option auf Fortsetzungen.

#### Die Seiten der Welt
1. Die Seiten der Welt, Fischer FJB 2014
2. Die Seiten der Welt – Nachtland, Fischer FJB 2015
3. Die Seiten der Welt – Blutbuch, Fischer FJB 2016
4. Die Spur der Bücher, Fischer FJB 2017
5. Der Pakt der Bücher, Fischer FJB 2018

#### Die Krone der Sterne
1. Die Krone der Sterne, Fischer Tor 2017
2. Die Krone der Sterne – Hexenmacht, Fischer Tor 2018
3. Die Krone der Sterne – Maschinengötter Fischer Tor 2019

#### Die Sieben Siegel (Jugendbuchserie)
1. Die Rückkehr des Hexenmeisters. Loewe 1999
2. Der schwarze Storch. Loewe 1999
3. Die Katakomben des Damiano. Loewe 1999
4. Der Dornenmann. Loewe 1999
5. Schattenengel. Loewe 2000
6. Die Nacht der lebenden Scheuchen. Loewe 2000
7. Dämonen der Tiefe. Loewe 2000
8. Teuflisches Halloween. Loewe 2000
9. Tor zwischen den Welten. Loewe 2001
10. Mondwanderer. Loewe 2002
11. Jenseits des Jahrtausends. Loewe 1999 (Sonderband)

#### Imperator
1. Imperator. Knaur 2021, ISBN 978-3-426-52717-7
2. Imperator II – Caesars Rückkehr. Knaur 2023, ISBN 978-3-426-52718-4
3. Imperator III – Messalinas Feuer. Knaur 2023, ISBN 978-3-426-52850-1

Die Imperator-Romane wurden von Kai Meyer und Lisanne Surborg geschrieben und veröffentlicht.

### Einzelromane
- Der Kreuzworträtsel-Mörder. Lübbe 1993
- Schweigenetz. Lübbe 1994
- Der Rattenzauber. Rütten und Loening 1995
- Der Schattenesser. Rütten und Loening 1996
  - überarbeitete Neuauflage: Blitz 2016
- Hex. Econ 1997
  - überarbeitete Neuauflage: Blitz 2018
- Giebelschatten. Metzengerstein 1998 (Erzählungen)
  - überarbeitete Neuausgabe: Mythopolis 2012
- Das Gelübde. Heyne 1998
- Loreley. Econ 1998 (als Alexander Nix)
  - Als Kai Meyer: Heyne 2001
  - überarbeitete Neuauflage: Blitz 2016
- Göttin der Wüste, Heyne 1999
  - überarbeitete Neuauflage: Blitz 2014
- Das Haus des Daedalus, Heyne 2000
  - Neuausgabe unter dem Titel Die Vatikanverschwörung: Heyne 2005
  - überarbeitete Neuauflage: Blitz 2018
- Das zweite Gesicht. Heyne 2002
  - überarbeitete Neuauflage: Blitz 2012
- Das Buch von Eden. Lübbe 2004
- Frostfeuer. Loewe 2005
- Herrin der Lüge. Lübbe 2006
- Asche und Phönix. Carlsen 2012
- Phantasmen. Carlsen 2014
- Klammroth. Bastei Lübbe 2014 (als Isa Grimm)
- Fürimmerhaus, Fischer Sauerländer 2021
- Die Bücher, der Junge und die Nacht. Knaur 2022, ISBN 978-3-426-22784-8
- Die Bibliothek im Nebel. Knaur 2023, ISBN 978-3-426-22808-1
- Das Haus der Bücher und Schatten. Knaur, München 2024, ISBN 978-3-426-29359-1

### Kai Meyers Mythenwelt
(von James A. Owen, basierend auf Kai Meyers Ideen)

### Drehbücher
- Schrei – denn ich werde dich töten!, 1999
- Das Mädcheninternat – Deine Schreie wird niemand hören, 2001
- Das Gelübde, 2007 (nach gleichnamigen Roman, zusammen mit Markus Busch und Dominik Graf)
- Die Hexenprinzessin, 2020 (zusammen mit Max Honert)

## Auszeichnungen
- Nominierung der Fließenden Königin für den Deutschen Bücherpreis 2003
- Corine 2005 – Bestes Kinder- und Jugendbuch für Frostfeuer
- Marsh Award 2007 – Best Children´s Book in Translation für Die fließende Königin
- Nominierung für Die fließende Königin für den Locus Award 2006 als bestes Jugendbuch
- Ohrkanus 2007 – Bestes Hörspiel für Die Vatikan-Verschwörung
- Ohrkanus 2008 – Bestes Hörspiel für Die Alchimistin
- Nominierung der Verfilmung von Das Gelübde für den Grimme-Preis 2009
- LovelyBooks Leserpreis 2009 – 2. Platz für Arkadien erwacht
- Ohrkanus 2010 – Bestes Hörspiel für Die Wellenläufer
- LovelyBooks Leserpreis 2010 – 2. Platz und Bestes Cover/Umschlag für Arkadien brennt
- Vincent Preis 2010 – Bestes Hörspiel für Die Geisterseher
- LovelyBooks Leserpreis 2011 – 2. Platz für Arkadien fällt
- Vincent Preis 2011 – Bestes Hörspiel für Die Winterprinzessin
- Prix Imaginales 2012 für Seide und Schwert
- Vincent Preis 2012 – Bester Roman für Das zweite Gesicht und Bestes Hörspiel für Loreley
- Phantastik-Literaturpreis Seraph 2013 – Bester phantastischer Roman für Asche und Phönix
- LovelyBooks Leserpreis 2013 – 3. Platz als Beliebtester Autor
- LovelyBooks Leserpreis 2014 – 2. Platz als Beliebtester Autor und für Die Seiten der Welt  2. Platz als Bestes Jugendbuch
- Vincent Preis 2014 – Bester Roman für Klammroth (unter dem Pseudonym Isa Grimm)
- Phantastik-Literaturpreis Seraph 2015 – Bester phantastischer Roman für Die Seiten der Welt
- Deutscher Phantastik Preis 2017 – Bester Deutscher Roman: Die Seiten der Welt: Blutbuch
- Deutscher Phantastik Preis 2018 – Bester Deutscher Roman:  Die Krone der Sterne[6]
- Deutscher Fantasy Preis 2023 – Für seine Kreativität, mit der er der deutschsprachigen Phantastik neue Impulse verliehen hat.[7]
- 2023 LovelyBooks Community Award Bronze in der Kategorie Historische Romane für Die Bücher, der Junge und die Nacht.[8]

## Adaptionen

### Film
- Roman-Verfilmung Das Gelübde. Regie: Dominik Graf, 2007

### Comics
- Engel: Pandoramicum (Dieter Jüdt), Feder & Schwert 2001
- Die Wellenläufer (Christian Nauck, Sven Strangmeyer, Yann Krehl), Ehapa 2007
- Das Wolkenvolk (Ralf Schlüter, Yann Krehl), Splitter 2008
- Frostfeuer (Marie Sann, Yann Krehl), Splitter 2011
- Das Fleisch der Vielen (Jurek Malottke), Splitter 2018
- Die Krone der Sterne (Ralf Schlüter, Yann Krehl), Splitter 2019
- Phantasmen (Jurek Malottke), Splitter 2022

### Hörbücher
- Merle und die fließende Königin (Band 1–3), gelesen von Nina Petri und Katharina Thalbach, Hörcompany 2003
- Das Buch von Eden, gelesen von Philipp Schepmann, Lübbe Audio 2004
- Herrin der Lüge, gelesen von Katrin Fröhlich, Lübbe Audio 2004
- Die Wellenläufer (Band 1–3), gelesen von Andreas Fröhlich, Hörcompany 2004–2005
- Das Wolkenvolk (Band 1–3), gelesen von Andreas Fröhlich, Hörcompany 2006–2007
- Die Sturmkönige (Band 1–3), gelesen von Andreas Fröhlich, Lübbe Audio 2008–2009
- Frostfeuer, gelesen von Katharina Thalbach, Hörcompany 2011
- Arkadien (Band 1–3), gelesen von Andreas Fröhlich, Silberfisch 2009–2011
- Asche und Phönix, gelesen von Sascha Rotermund, Silberfisch 2012
- Die Alchimistin (Band 1–3), gelesen von Philipp Schepmann, Random House Audio 2012
- Phantasmen, gelesen von Maria Koschny, Silberfisch 2014
- Die Seiten der Welt (Band 1–5), gelesen von Simon Jäger, Argon Verlag 2014–2018
- Die Krone der Sterne (Band 1–3), gelesen von Philipp Schepmann, Argon Verlag 2017–2019

Zudem wurden die Kurzgeschichten Hackfleisch, Der Speichermann und Schau hin! von Kai Meyer in Anthologien eingelesen.

### Hörspiele
- Sieben Siegel (Band 1–5), Meteor-Labor 2002
- Die Vatikanverschwörung. Lübbe Audio 2007
- Das Wolkenvolk. Der Hörverlag 2007
- Der Brennende Schatten (Vorgeschichte zur Merle-Trilogie), Lübbe Audio 2007
- Die Alchimistin. Lübbe Audio 2008
- Der Klabauterkrieg (Vorgeschichte zur Wellenläufer-Trilogie), Lübbe Audio 2008
- Die Wellenläufer. Lübbe Audio 2009
- Die Geisterseher. Zaubermond Audio 2009
- Die Winterprinzessin. Zaubermond Audio 2011
- Loreley. Zaubermond Audio 2013
- Merle. Holysoft 2016
- Arkadien. Holysoft 2017
- Die Sturmkönige. Holysoft 2018
- Imperator, Staffel 1. Audible 2020
- Sieben Siegel, Staffel 1, Audible 2020
- Imperator, Staffel 2. Audible 2021
- Sieben Siegel, Staffel 2. Audible 2021

### Musikalben
- Sieben Siegel – Der Soundtrack. Meteor-Labor 2002
- The Book of Eden. Violet 2007
- Arcane – Music inspired by the Works of Kai Meyer. Elane 2011
- Verfallen Folge 1: Astoria. ASP 2015 (inspiriert von Kai Meyers Kurzgeschichte Das Fleisch der Vielen)
- Arcane 2 – Music inspired by the Works of Kai Meyer. Elane 2017